# Josef Bremm
Josef Bremm (Mannebach, 3 de maio de 1914 – Monreal, 21 de outubro de 1998) era um oficial alemão durante a Segunda Guerra Mundial. foi o último homem a receber a Cruz de Cavaleiro da Cruz de Ferro com Folhas de Carvalho e Espadas, condecoração esta recebida das mãos do Großadmiral Karl Dönitz.
Josef Bremm entrou para a Wehrmacht em 1935 servindo no Infanterie Regiment 7 com a patente de Unteroffizier se tornando mais tarde Feldwebel. Em 1938 foi promovido para Leutnant der Reserve servindo no 425º Regimento de Infantaria, se tornando Zugführer nesta mesma unidade no início da Segunda Guerra Mundial
Em Outubro de 1940 se tornou mais uma vez Adjutant juntamente com o III./Infanterie-Regiment 426. Perto do início da Invasão da União Soviética, Bremm foi destacado novamente como Zugführer. No início de Julho se feriu devido a um estilhaço de granada.
Em 5 de Agosto de 1941, Bremm se tornou então Kommandeur der 5. Kompanie des IR 426, em Outubro foi promovido para Oberleutnant der Reserve. Durante a Campanha de Inverno de 1941/42 Bremm tentou impedir com a sua Companhia, uma pesada contra-ofensiva russa. Foi condecorado com a Cruz de Cavaleiro da Cruz de Ferro em 18 de Fevereiro de 1942.
Na Primavera de 1942 se tornou um Unterarmdurchschuß e em 28 de Setembro de 1942 ele passou de Hauptmann para Comandante do I. Batalhão do Infanterie-Regiment 426. No final de Setembro de 1942 conseguiu com a sua unidade trancar a passagem sudoeste de Ilmensees. Foi condecorado em 23 de Dezembro de 1942 com a Cruz de Cavaleiro da Cruz de Ferro. Em Janeiro de 1943 foi mais uma vez ferido em combate e foi condecorado com o Badge de Feridos em Ouro (em alemão: Verwundetenabzeichen in Gold). Foi retirado do fronte e se tornou instrutor num Colégio de Infantaria. Em 1 de Fevereiro de 1943 Bremm foi promovido para Major e em 15 de Março de 1944.
Se tornou Kommandeur do Füsilier-Bataillons da 712. Infanterie-Division em Westen. Com a invasão dos aliados na Normandia Bremm foi promovido, em Agosto de 1944, para comandante do Grenadier-Regiments 990, com este na luta contra os invasores.
Em 1 de Novembro de 1944 foi promovido para Oberstleutnant. Com a retirada da França e da Bélgica Bremm estava em 16 de Dezembro de 1944, na Ofensiva de Ardenas, sendo mais uma vez ferido com estilhaço de Granada, tendo de se afastar de seu Regimento. Durante as últimas batalhas na Alemanha, lutou até o final da guerra quando se rendeu às Forças americanas. Foi o último soldado a receber as Espadas da Cruz de Cavaleiro em 9 de Maio de 1945.

## Condecorações
- Badge de Assalto de Infantaria em Prata
- Badge de Feridos em Ouro
- Badge de destruição de Tanques por combatentes individuais
- Claps de Combate em Bronze (Julho de 1943)
- Cruz de Ferro 2ª e 1ª Classe
- Cruz de Cavaleiro da Cruz de Ferro, com Folhas de Carvalho, Espadas

o Cruz de Cavaleiro da Cruz de Ferro (18 de Fevereiro de 1942)
o 165. Folhas de Carvalho (23 de Dezembro de 1942)
o 159. Espadas (9 de Maio de 1945)